# Ежовник рисовидный
Ежовник рисовый, или рисовое просо, или просянка рисовая (лат. Echinochloa oryzoides) — вид растений рода Ежовник (Echinochloa) семейства Злаки (Poaceae).

## Описание
Яровой однолетник, растёт в посевах риса. Размножается семенами, репродуктивная способность высокая, на одном растении вырастает до 60 000 семян.
Растёт очень хорошо на влажных почвах.